# (2063) Bacchus
Pour les articles homonymes, voir Bacchus (homonymie).
(2063) Bacchus est un astéroïde Apollon. Il a été découvert par Charles T. Kowal le 24 avril 1977.
Il est de la classe spectrale Q, caractéristique des astéroïdes de la ceinture interne et possédant de larges et intenses raies d'olivine et de pyroxène à 1 μm. Ce type est spectralement très proche des météorites chondrites ordinaires, ce qui a permis aux scientifiques de spéculer sur l'idée qu'ils sont abondants, mais seuls 4 astéroïdes de ce type ont été trouvés dont (1862) Apollon et (2063) Bacchus.